# Флоренц фон Бронкхорст
Флоренц фон Бронкхорст (на немски: Florenz von Bronkhorst, Floris, Florentius; † 1308, Авиньон) от рода на господарите на Бронкхорст, е избран за архиепископ на Бремен през 1307 – 1308 г.

## Биография
Той е най-малкият син на Вилхелм II фон Бронкхорст († 1290) и съпругата му Ермгард ван Рандероде († сл. 1264). Племенник е на Гизелберт фон Брункхорст († 18 ноември 1306), архиепископ на Бремен (1273 – 1306).
През 1307 г. Флоренц фон Бронкхорст е избран за архиепископ на Бремен заедно с Бернхард III фон Вьолпе. Флоренц умира през 1308 г. в Авиньон преди да е одобрен от папата. Бернхард III фон Вьолпе не е признат от папа Климент V и се отказва.